# Mission de l'Union européenne d'assistance à la frontière entre la Moldavie et l'Ukraine
La mission de l'Union européenne d'assistance à la frontière entre la Moldavie et l'Ukraine est une opération civile de l'Union européenne.

## Historique
En juin 2005, la Moldavie et l'Ukraine formulent conjointement une demande à l'Union européenne afin d'obtenir une assistance à leur frontière commune. Après la signature d'un memorandum of understanding en novembre 2005, la mission fut lancée en décembre de cette même année.

## Missions
La mission a plusieurs objectifs :
- améliorer la surveillance de leur frontière commune en les rapprochant des normes et standards utilisés par les États membres,
- améliorer la coopération transfrontalière entre les gardes-frontières,
- permettre à ces États de mettre en œuvre l'accord de libre-échange complet et approfondi,
- aider à trouver une solution au conflit en Transnistrie.

## Fonctionnement

### Direction
En 2008, le chef de mission était Ferenc Banfi.
En 2012, le chef de mission est Udo Burkholder. À partir du 14 août 2015, Andrew Tesoriere occupe ce poste, jusqu'au 30 novembre 2017. Depuis lors, cette fonction est occupée par Slawomir Pichor.

### Localisation
Le quartier-général de la mission se trouve à Odessa en Ukraine. Plusieurs postes frontières sont occupés par la mission :
- celui d'Odessa pour le port de la ville (commercial et ensemble de la zone environnante) ;
- celui de Kuchurhan surveillant 139 kilomètres de la frontière (dont 74 km entre la Transnistrie et l'Ukraine) ;
- le poste de Podilsk surveillant 400 kilomètres (seulement entre la Transnistrie et l'Ukraine) ;
- celui d'Otaci contrôlant 312 kilomètres entre la Moldavie et l'Ukraine ;
- celui de Chișinău surveillant 411 kilomètres entre la Moldavie et la Transnistrie ;
- celui de Basarabeasca surveillant 300 kilomètres de frontière entre la Moldavie et l'Ukraine.

## Sources

## Compléments